# Boulevard Gustave-Roch
Le boulevard Gustave-Roch est une voie publique de Nantes, en France, dans le quartier de l'île de Nantes.

## Situation et accès
Cette artère rectiligne relie le boulevard des Martyrs-Nantais-de-la-Résistance au quai Président-Wilson. Sur son tracé, elle rencontre les rues Grande-Biesse et Petite-Biesse, le passage Bourbaki, l'allée Hélène-de-Chappotin, le boulevard Victor-Hugo, les rues du Scorff, de l'Odet, l'allée Nicole-Girard-Mangin, la place Abbé-Pierre, la rue des Marchandises, et le boulevard Benoni-Goullin.

## Origine du nom
Cette artère a été baptisée en l'honneur de Gustave Roch (1844-1927), avocat au barreau Nantes, adjoint au maire, Alfred Riom, et Député de la Loire-Inférieure de 1893 à 1919.

## Historique
Le boulevard fut inauguré à la fin des années 1920, aménagé sur les remblais comblant la « boire de Toussaint », un des bras de Loire qui parcouraient ce qui forme aujourd'hui l'île de Nantes. Cette boire séparait, quant à elle, les îles de la Grande Biesse au nord et la Petite Biesse au sud.
De nombreux bâtiments industriels longeant la voie sont détruits lors des bombardements de la Seconde Guerre mondiale. Lors de la reconstruction, le boulevard est aménagé pour présenter une largeur uniforme de 34 mètres sur l'ensemble de son tracé.
Durant les années 1960, le boulevard est traversé par une double voies ferroviaires par l'intermédiaire d'un pont situé à son mi-parcours proche de son croisement avec le boulevard Victor-Hugo, et qui permet à cet embranchement de rejoindre la gare de l'État depuis la Ligne ferroviaire Nantes - Saint-Gilles-Croix-de-Vie. Cet aménagement, dont les travaux durèrent deux ans, fut nécessaire afin de supprimer le passage à niveau dans l'ancien tracé de la ligne qui empruntait les boulevards Vincent-Gâche et Babin-Chevaye, et qui constituait un sérieux inconvénient pour la circulation automobile entre les deux rives de la Loire.

## Bâtiments remarquables et lieux de mémoire
L'église Sainte-Madeleine, construite en béton en 1952, fut menacée de démolition durant les années 2000.
Le Marché d'intérêt national de Nantes est installé le long d'une grande partie du sud-ouest du boulevard depuis le début des années 1960, sur un site précédemment occupé par des installations ferroviaires. En 1968, au no 42, une halle aux poissons est construite, sur des plans de l'architecte Charles Friesé, qui, associé à G. Roy, conçoit d'autres bâtiments voisin. En 2019, le MIN a déménagé à Rezé dans la banlieue sud, et la quasi-totalité des bâtiments est depuis en cours démolition afin de laisser notamment la place au nouveau Centre hospitalier universitaire (CHU) qui doit être mis en service en 2026.

## Voies secondaires

### Passage Bourbaki
Cette voie piétonne en impasse longe le presbytère de l'église Sainte-Madeleine sur son côté est.

### Allée Nicole-Girard-Mangin
Cette voie qui doit relier le boulevard Gustave-Roch à la rue des Marchandises au sein de deux futurs projets immobiliers baptisés respectivement « 5 ponts » et « O'slow ». Celle-ci a été dénommée à la suite du conseil municipal du 6 octobre 2017 et rend hommage à Nicole Girard-Mangin qui fut l'unique femme médecin affectée au front durant la Première Guerre mondiale.

### Rue des Marchandises
Lors de sa création en 1903, cette rue actuellement en impasse, était intégrée à la rue Julien-Grolleau et se nommait pareille. Elle en sera dissociée au début des années 1960 mais portant toujours le même nom bien qu'elle soit coupée en deux, lors de la création du talus accueillant la voie ferrée desservent la gare de l'État depuis le pont ferroviaire du boulevard Gustave-Roch. Son nom devient rue des Marchandises dans les années 80 uniquement du fait de la mairie de Nantes afin de dissocier les deux rues séparées. La suppression programmé du faisceau ferroviaire devrait permettre l'arasement du talus et le raccordement de cette artère au boulevard de l'Estuaire, reconstituant ainsi de fait la voirie dans sa configuration initiale. Les terrains qui entourent l'artère sont actuellement, soit en friche, soit appartiennent au marché d'intérêt national (MIN) et à SNCF Réseau. Outre l'arrêt de l'activité ferroviaire, le déménagement du MIN à Rezé en 2019, doit permettre à la rue des Marchandises de faire l'objet de programmes d'urbanisation dans les prochaines années. Depuis mai 2021, le boulevard Gisèle-Halimi débouche sur la partie ouest de cette rue.

### Place Abbé-Pierre
Cette place prévue à l'angle de boulevard Gustave-Roch et de la rue des Marchandises, a été dénommée à la suite du conseil municipal du 6 octobre 2017 en mémoire de l'abbé Pierre et de son combat contre l'exclusion. Le choix de cet emplacement est lié à l'un des deux projets immobiliers baptisé « 5 ponts » qui doit justement être construit rue des Marchandises, comprenant notamment : un accueil de jour et de nuit de 40 hébergement pour personnes SDF, un restaurant pour ces personnes ayant vocation à être ouvert sur le quartier, un magasin Emmaüs, mais aussi des logements sociaux, abordables et libres. L'inauguration de cette structure est prévue pour 2020.

## Coordonnées des lieux mentionnés
1. ↑  Passage Bourbaki : 47° 12′ 18″ N, 1° 32′ 56″ O
2. ↑  Allée Nicole-Girard-Mangin : 47° 12′ 10″ N, 1° 33′ 13″ O
3. ↑  Rue des Marchandises : 47° 12′ 11″ N, 1° 33′ 15″ O
4. ↑  Place Abbé-Pierre : 47° 12′ 09″ N, 1° 33′ 14″ O